# Exenterus chinensis
Exenterus chinensis är en stekelart som beskrevs av Gupta 1993. Exenterus chinensis ingår i släktet Exenterus och familjen brokparasitsteklar. Inga underarter finns listade i Catalogue of Life.